# マッシモ・ムッル
マッシモ・ムッル（Massimo Murru、マッシモ・ムルとも、1971年7月21日 -）は、イタリアのバレエダンサーである。

## 経歴
ミラノ出身で、ミラノ・スカラ座バレエ学校でバレエを習う。1990年にミラノ・スカラ座バレエ団に入団し、1994年にプリンシパルへの昇格を果たす。
本拠地での活躍にとどまらず、ロイヤル・バレエ団やパリ・オペラ座バレエ団など各国のバレエ団への客演が多い。日本でもシルヴィ・ギエムのグループ公演などへの参加や、新国立劇場バレエ団などへのゲスト出演によって知名度が高いダンサーである。2009年4月には、草刈民代がプロデュースした公演「エスプリ～ローラン・プティの世界～」に参加した。
繊細で知的な容貌を生かした『マノン』のデ・グリューや『田園の出来事』のベリヤエフのようなインテリ青年の役を得意とするが、『ノートルダム・ド・パリ』のカジモドなど、個性の強い役もこなしている。
ローラン・プティは、彼とカルラ・フラッチのために『シェリ』を振付けている。